# Paradiso - Canto ventiseiesimo

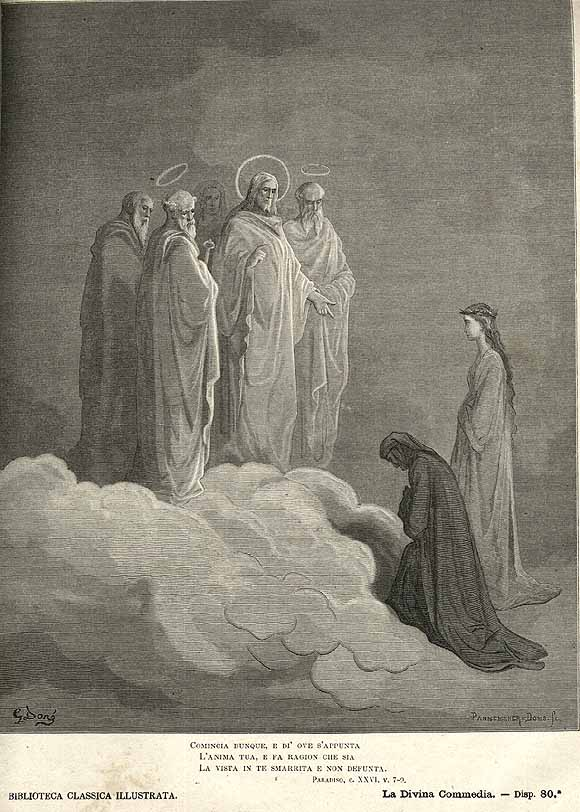
San Giovanni, illustrazione di Gustave Doré.

Il canto ventiseiesimo del Paradiso di Dante Alighieri si svolge nel cielo delle Stelle fisse, ove risiedono gli spiriti trionfanti; siamo nel pomeriggio del 14 aprile 1300, o secondo altri commentatori del 31 marzo 1300.
Questo canto, assieme ai due precedenti (XXIV e XXV), costituisce una specie di "esame" di Dante sulle tre virtù teologali: dopo una preghiera iniziale di Beatrice, rispettivamente interrogano Dante san Pietro sulla Fede, san Giacomo Maggiore sulla Speranza e san Giovanni sulla Carità.

## Incipit
(Anonimo commentatore dantesco del XIV secolo)

## Temi e contenuti

### Dante esaminato sulla carità - vv. 1-66
Dante è ancora impaurito per la perdita della vista, quando dalla luce che lo ha abbagliato esce la voce di San Giovanni, che lo incoraggia ad attendere il recupero della visione ragionando con lui. Dica dunque a che cosa tende la sua anima, e si conforti perché Beatrice, sua guida, ha la capacità di ridargli la vista. Dante risponde che attende, quando essa vorrà, il rimedio per i suoi occhi, attraverso i quali Beatrice ha suscitato in lui l'amore che ancora persiste. L'amore divino, soggiunge, è inizio e fine di ogni amore terreno.

Giovanni osserva che l'argomento richiede un chiarimento più approfondito, e chiede che Dante spieghi chi ha orientato il suo amore verso Dio. Il poeta risponde che argomentazioni filosofiche e insegnamenti divini trasmessi dalle Scritture hanno impresso in lui tale amore, necessariamente, dato che il bene, non appena compreso con l'intelletto, suscita il desiderio di sé tanto più forte quanto più il bene (l'amore) è grande. Perciò la mente di ogni uomo che comprende la verità di questa affermazione è necessariamente portata ad amare l'essere infinitamente superiore ad ogni altro. Lo mostrano con chiarezza Aristotele, le parole di Dio a Mosè nella Bibbia, San Giovanni stesso nel suo Vangelo.

Dopo aver approvato le parole di Dante, Giovanni gli chiede di chiarire se vi siano altre ragioni che lo sollecitino ad amare Dio. Dante, comprendendo l'intenzione sottintesa nella domanda, riprende affermando che nella sua carità si sono incontrati tutti quegli stimoli che possono orientare l'animo verso Dio: l'esistenza del mondo, la sua esistenza personale, il sacrificio di Cristo, la speranza nella vita eterna, oltre a quanto già prima esposto, lo hanno allontanato dall'amore dei beni fallaci e portato alla salvezza del vero amore. Egli, conclude, ama ogni suo prossimo in proporzione all'amore che ciascuno riceve da Dio. 

### Dante ritrova la vista - vv. 67-81
Nel cielo risuona un dolcissimo canto di lode a Dio, cui si unisce Beatrice; ella poi con uno sguardo raggiante ridona la vista a Dante, il quale si accorge con sorpresa che ai tre apostoli (Pietro, Giacomo, Giovanni) si è unita una quarta luce.

### Adamo - vv. 82-142

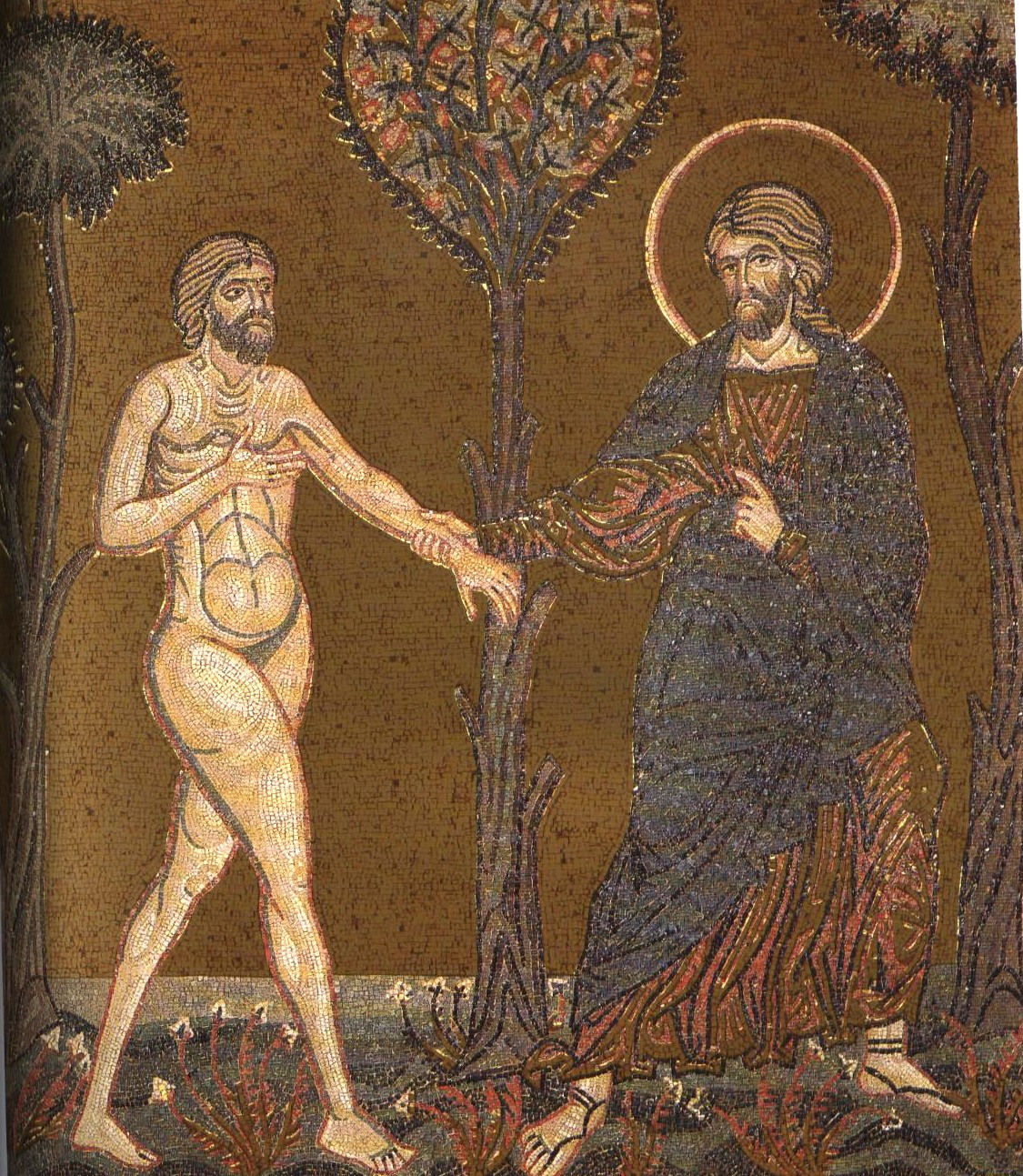
Adamo entra nel Paradiso Terrestre. Mosaico del Duomo di Monreale

Beatrice spiega che si tratta di Adamo. Dante, pieno di stupore dinanzi al primo uomo creato da Dio, si inchina, poi lo supplica umilmente di rispondere al suo desiderio inespresso. La luce brilla più intensamente, dimostrando che Adamo è felice di soddisfare la richiesta; poi egli conferma che legge direttamente in Dio il desiderio di Dante di sapere quanto tempo è trascorso dalla sua creazione, quanto tempo egli rimase nel Paradiso terrestre, perché ne fu cacciato, in che lingua si espresse. Adamo risponde alle varie domande in ordine diverso; prima di tutto, afferma che il peccato non fu il gustare il frutto dell'albero, bensì il disobbedire a Dio. Egli trascorse 4302 anni nel Limbo prima di salire al Paradiso; in terra visse 930 anni. La lingua da lui creata ed usata si perse del tutto già prima della costruzione della torre di Babele: nessuna opera umana può durare per sempre. La capacità di parlare è data dalla natura, ma le lingue concrete sono frutto del gusto degli uomini. Adamo porta come esempio il nome stesso di Dio: I prima del peccato di Adamo, El dopo. Infine Adamo precisa che trascorse nel Paradiso Terrestre, prima di peccare, solo sette ore.

## Analisi
L'esame sulla carità, svolto da Giovanni, ripropone il modello dei due canti precedenti, ma si presenta più rapido ed agile. Dante risponde con sicurezza, e il superamento di quest'ultimo esame viene sottolineato dal canto del Sanctus cui partecipa Beatrice con tutti i beati.

Si passa così alla seconda parte del canto, nella quale si narra che il poeta, ormai riconosciuto degno dell'ingresso nell'Empireo, viene sorpreso ed emozionato dall'apparizione del primo uomo, Adamo. Gli interrogativi sul peccato originale e sulla storia di Adamo erano nel Medioevo oggetto di approfondita riflessione teologica (si veda ad esempio Tommaso d'Aquino, Summa Theologica, II ii 163, 1-2). Dante, che vi aveva accennato nel canto XXVIII del Purgatorio, limitandosi a dire che l'uomo soggiornò "poco" nel Paradiso Terrestre, ora fa specificare ad Adamo quanto tempo vi rimase, e ottiene da lui altre indicazioni cronologiche, con corrispondenze e perifrasi di gusto tipicamente medioevale. Più importante, tuttavia, è l'affermazione riguardante la natura del peccato: Dante non si attiene all'interpretazione letterale (la mela importerebbe un peccato di gola), bensì propone, con le parole di Adamo stesso, l'identificazione col peccato di superbia determinato dalla disobbedienza a Dio.

Lo spazio maggiore nel discorso di Adamo è però dedicato al problema della origine della lingua, già affrontato da Dante nel De Vulgari Eloquentia ma in forma diversa. Nel trattato, infatti, (I vi 4-7) si afferma che Dio donò ad Adamo la prima lingua, che fu propria di tutta l'umanità fino all'episodio della Torre di Babele, per restare poi appannaggio dei soli Ebrei che non avevano partecipato alla costruzione della Torre. È, come il latino, lingua perfetta e immutabile. Nel Paradiso, invece, Dante presenta la lingua come creazione umana, soggetta come ogni altra realtà a trasformazioni e variabilità. Adamo porta come esempio i diversi nomi con i quali si indicò nel tempo la Divinità e spiega che la sua lingua originaria è morta e sulle sue ceneri è nata la lingua ebraica. Il concetto della naturalità e mutabilità del linguaggio umano, in cui si riconoscono echi di Orazio (Ars poetica, 60 sgg.), si collega poi con la valorizzazione del volgare: la Commedia ne è testimonianza anche in questo canto, ricco di tratti dottrinali, di artifici retorici, e pure di elementi naturalistici (come, per esempio, le similitudini dei vv. 85-90 e 97-102).